# Christian Frederik von Beck
Christian Frederik von Beck (12. marts 1743 i Sønder Kirkeby – 19. maj 1813 i København) var en dansk officer.

## Baggrund
Han var søn af kaptajn Johan Thomas von Beeck (ca. 1691-1747, gift 1. gang 1732 med Mette Cathrine Viborg (død 1736); 2. gang 1738 med Cathrine Margrethe Schønebølle, 1701-1740) og Sophie Hedevig von Bülow (1712-1775). Becks fader indvandrede 1708 fra Tyskland og tjente oprindelig som sergent i den danske gardebataljon i Hertugdømmet Brabant, men var for længst nået op i officerklassen, da Beck blev født.

## Hastig karriere efter hofrevolutionen 1772
Han blev fændrik 1760 og 1761 sekondløjtnant i Falsterske Regiment, hvor han 1763 fik det lov at være en meget håbefuld officer. Ved hofrevolutionen 17. januar 1772, hvor Falsterske Regiment under oberst Köller spillede en hovedrolle, var Beck, da premierløjtnant (siden 1767), en af de betroede officerer, Köller indviede i foretagendet, og hørte til eskorten, der ledsagede og tillige skulle holde øje med Rantzau-Ascheberg, da denne arresterede dronning Caroline Mathilde. Fra Becks egen hånd har vi en af de nøjagtigste og bedste beretninger om denne mærkelige nats begivenheder, nedskrevet på tysk dagen efter.
Sladderen i hovedstaden sagde dom om Beck, at han ved denne lejlighed skulle have vist sig i høj grad rå og uforskammet mod dronningen og opirret hende således, at hun til sidst "i Forbitrelse over hans dumme Grovhed tog ham i Haartotten og ruskede ham" (Charlotte Dorothea Biehl). Også senere, da han havde vagt ved den fangne Struensee, dadles han for at have pint og plaget denne ved unødig og raffineret grusomhed. Der er dog næppe hold i disse rygter, som står i grel kontrast til Becks egen nøgterne beretning. Til gengæld spillede han sikkert på denne fortælling til sin egen fordel.
De nye magthavere påskønnede Becks iver. Som alle andre officerer, der havde været «brugte» ved denne lejlighed, avancerede han straks «et Pas», altså til kaptajn, ved slutningen af året belønnedes han med en kompagnichefspost i Livgarden til Fods, 1777 naturaliseredes han som dansk adelsmand, og 1781 udtalte en kongelig kabinetsordre følgende: "Da vi altid pleje at vise mod vores Livvagt for den kostbare Tjeneste den Naade, at Officererne nyde nogen hastigere Befordring, saa udnævne vi herved Kapitajn Beck til Major af Infanteriet." Naturalisationen som dansk adelsmand af den uradelige slægt Beck skete på det grundlag, at hans familie "fra Alders Tid stammede fra gammel bremisk Adel", hvilket vitterligt var urigtigt. Faderen bar end ikke det samme navn, han selv antog. 1790 blev han oberstløjtnant og i denne egenskab 1796 forsat fra Garden til Sjællandske Infanteriregiment, hvor han 1803 blev oberst.

## Karrierens knæk
1805 udnævntes han til chef for Norske Livregiment, deltog i Københavns forsvar 1807, men blev tiltalt for ikke at have vist tilbørlig konduite under et af udfaldene. Englænderne fik anlagt et par batterier uden hans vidende, en engelsk parlamentær narrede ham, og skønt han selv kommanderede det heldige udfald fra Classens Have 31. august, var det dog livjægernes anfører Frederik Conrad von Holstein, som fik hele æren for operationen.
Beck blev arresteret og ved en krigsret idømt to måneders fæstningsstraf, der dog eftergaves ham inden offentliggørelsen på grund af hans lange varetægtsfængsel. Hans militære anseelse synes imidlertid ved den ham overgåede dom at have fået et knæk, han blev vel efter sin tur 1808 generalmajor, men 28. juni 1810 afskedigedes han af tjenesten, i det der samtidig tillagdes ham karakter af generalløjtnant.
Beck fik dog Ridderkorset.

## Ægteskab
Beck ægtede 28. juni 1782 på Eskilstrup Ingeborg Astrup (døbt 13. april 1759 i Olstrup på Sjælland - 10. februar 1829 i København), datter af forvalter på Holmegaard, senere godsejer og justitsråd Jens Astrup (1725-1808) og Anne Margrethe Kirstine Heegaard (ca. 1730-1808). Hun medbragte ham nogen formue, så at han i pekuniær henseende var vel stillet. Han døde 19. maj 1813.
Beck er begravet på Assistens Kirkegård.